# 鹰鼠鲨属
鹰鼠鲨属（学名：Aquilolamna）是在墨西哥晚白垩世土仑期Agua-Nueva组地层中发现的一属已灭绝的板鳃类。目前它只包含一个已知物种米兰卡鹰鼠鲨（Aquilolamna milarcae），也被称为"Eagle shark"，它被归为单独的鹰鼠鲨科，并已被初步归入鼠鲨目。

## 分类
虽然鹰鼠鲨属被认为是一类板鳃亚纲，但其在分类学上存在争议，因为尽管正模标本是保存完好的身体化石，但没有牙齿，这对确定鲨鱼化石的分类学亲缘关系很重要；它们被认为是在个体死亡时自然脱落的，它们有可能被保存在周围岩层的更深处。与化石一起保存下来的潜在皮肤印痕可能只是细菌垫的化石。根据与鼠鲨目其他成员在形态上的相似性，它在最初的描述中被初步划分为鼠鲨目。然而，由于其极不寻常的特征，其他古生物学家对它的分类持保留意见，有必要再对其进行进一步研究。也有人怀疑鹰鼠鲨属可能与白垩浅口蝠鲼属（Cretomanta）有密切的亲缘关系，后者是一类已灭绝的新鲨类，在分类上具有不确定的亲缘关系，于1990年通过在德克萨斯州发现的牙齿中被描述（加拿大和科罗拉多州有更多的遗骸被发现）。白垩浅口蝠鲼属与鹰鼠鲨属生活在同一时期，考虑到它们可能的相似性，这两个属可能属于同一个（未知）科。

## 描述
鹰鼠鲨属表现出一系列极不寻常的特征，使它不同于任何现存或已灭绝的鲨鱼。它有一个鱼雷形身体和类似于大多数鲨鱼的尾鳍，但也有一对非常长的翼状胸鳍，其从一个端点到另一个端点的宽度比它的身体更长。有学者根据这些特征和它宽大的头部，提出了一种假说出现认为鹰鼠鲨属是一类以浮游生物为食的滤食者。它的身体结构类似于蝠鲼，可能是趋同进化的结果，这种身体结构也出现在数百万年后的化石记录中。与通过拍打胸鳍在水中“飞行”的蝠鲼不同的是，鹰鼠鲨属可能会借助细长的胸鳍在水中稳定地“滑行”，并用尾巴推动自己。

## 说明
本属是通过一个保存极其完好的标本进行描述的，其中包含一具完整保存的骨骼和潜在的皮肤印痕，它是在2012年由墨西哥新莱昂州巴耶西约镇的一名不知名的采石工人发现的。这个标本引起了当地古生物学家玛格丽特·冈萨雷斯（Margarito González González）的注意，他收集并准备了标本。在接下来的几年里，它在古生物学会议上受到越来越多的关注，并最终在2021年被描述。

## 古生态学

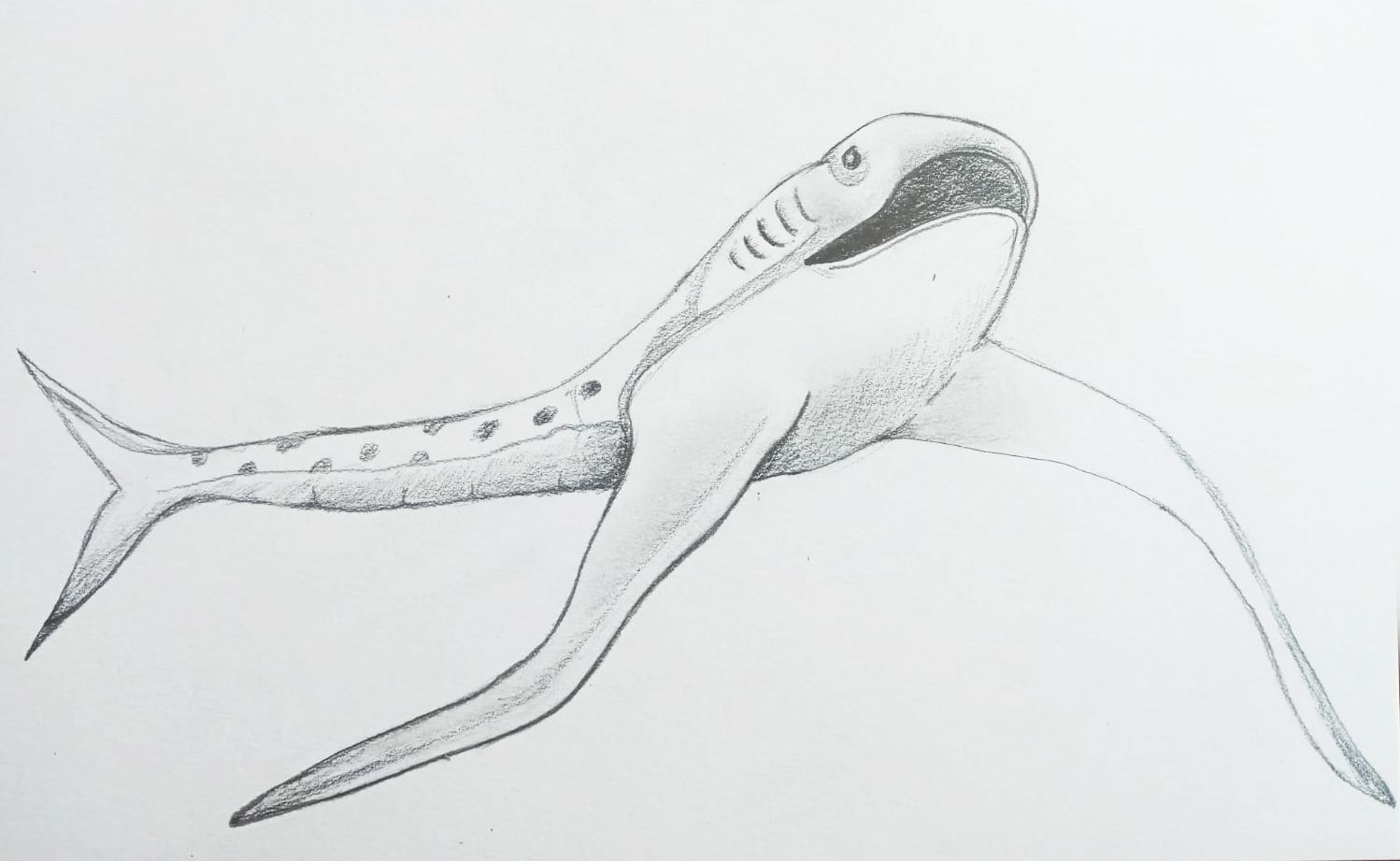
鹰鼠鲨属（素描）

在大约9300万年前的晚白垩世土仑期，鹰鼠鲨属可能生活在远洋海域。它被发现的地层，Agua Nueva，被认为由沉积在浅海大陆架外部的沉积物组成。它可能与海洋爬行动物共享栖息地，如毛里西奥龙属、菊石，以及各种真骨鱼类，如乞丐鱼目瓦利西里鱼属（Vallecillichthys）和叉颌鱼目Goulmimichthys属与阿勒莱皮鳜属（Araripichthys）。生态系统中的顶级捕食者很可能是白垩刺甲鲨属。白垩纪-古近纪灭绝事件导致海洋酸化，引起浮游生物数量减少，随后鲼科和其他鳐总目动物填补了其灭绝后留下的生态位。鹰鼠鲨属的谱系可能已经灭绝。